# 4. meridijan (istok)
4. istočni meridijan meridijan koji je četiri stupnja istočno od nultog (griničkog). Presijeca Arktički ocean, Atlantski ocean, Europu, Afriku, Južni ocean i Antarktiku. Tvori ortodromu sa 176. zapadnim meridijanom.
Kao i kod svih meridijana, dužina mu je polovica obujma Zemlje, tj. 20.003,932 km, a od nultog je udaljen 445 km.

## Od pola do pola
Počevši od Sjevernog pola i idući ravno prema Južnom, ovaj meridijan prolazi kroz sljedeće lokacije ili vrlo blizu njih:
| Koordinate                       | Država, teritorij ili more | Napomene                                                                                           |
| -------------------------------- | -------------------------- | -------------------------------------------------------------------------------------------------- |
| 90°0′N 4°0′E / 90.000°N 4.000°E  | Arktički ocean             | |
| 81°25′N 4°0′E / 81.417°N 4.000°E | Atlantski ocean            | |
| 61°0′N 4°0′E / 61.000°N 4.000°E  | Sjeverno more              | |
| 51°50′N 4°0′E / 51.833°N 4.000°E | Nizozemska                 | Otoci Goeree-Overflakkee i Schouwen-Duiveland Poluotoci Tholen i Zuid-Beveland Zelandska Flandrija |
| 51°14′N 4°0′E / 51.233°N 4.000°E | Belgija                    | |
| 50°21′N 4°0′E / 50.350°N 4.000°E | Francuska                  | Zapadno od Reimsa (na 49°16′N 4°2′E / 49.267°N 4.033°E)                                            |
| 43°33′N 4°0′E / 43.550°N 4.000°E | Sredozemno more            | |
| 40°4′N 4°0′E / 40.067°N 4.000°E  | Španjolska                 | Menorca                                                                                            |
| 39°55′N 4°0′E / 39.917°N 4.000°E | Sredozemno more            | |
| 36°54′N 4°0′E / 36.900°N 4.000°E | Alžir                      | |
| 19°5′N 4°0′E / 19.083°N 4.000°E  | Mali                       | |
| 16°6′N 4°0′E / 16.100°N 4.000°E  | Niger                      | Približno 8 km                                                                                     |
| 16°1′N 4°0′E / 16.017°N 4.000°E  | Mali                       | Približno 5 km                                                                                     |
| 15°59′N 4°0′E / 15.983°N 4.000°E | Niger                      | |
| 12°51′N 4°0′E / 12.850°N 4.000°E | Nigerija                   | |
| 6°25′N 4°0′E / 6.417°N 4.000°E   | Atlantski ocean            | |
| 60°0′S 4°0′E / 60.000°S 4.000°E  | Južni ocean                | |
| 70°3′S 4°0′E / 70.050°S 4.000°E  | Antarktika                 | Zemlja kraljice Maud (pravo polaže Norveška)                                                       |